# Mathilde l'Emperesse
Vous lisez un « bon article » labellisé en 2019.
Pour les articles homonymes, voir Mathilde d'Angleterre et Mathilde de Flandre.
Mathilde l'Emperesse est une princesse de la maison de Normandie née vers le 7 février 1102, probablement à Sutton Courtenay dans l'Oxfordshire, et morte le 10 septembre 1167 à Rouen, en Normandie. Impératrice du Saint-Empire romain germanique, elle revendique le trône du royaume d'Angleterre contre Étienne de Blois. Leur lutte, une longue guerre civile surnommée « l'Anarchie », dure de 1135 à 1153.
Fille du roi d'Angleterre Henri Ier, Mathilde épouse le roi des Romains Henri V en 1114. Elle participe au gouvernement du Saint-Empire à ses côtés, notamment en assurant la régence en son nom en Italie pendant deux ans. Ils n'ont pas d'enfants et à la mort d'Henri, en 1125, le titre impérial revient à son rival Lothaire de Supplinbourg.
L'Angleterre est alors confrontée à une crise dynastique, car le seul fils légitime d'Henri Ier, Guillaume Adelin, est mort noyé en 1120. Ne parvenant pas à avoir un autre fils, le roi choisit Mathilde comme héritière et la remarie à Geoffroy V d'Anjou, héritier du comté d'Anjou, afin de protéger la frontière sud du duché de Normandie. Néanmoins, à la mort d'Henri en 1135, c'est un cousin de Mathilde, Étienne de Blois, qui ceint la couronne grâce au soutien de l'Église et d'une partie des barons d'Angleterre.
Mathilde traverse la Manche en 1139 pour s'emparer de l'Angleterre avec l'aide de son demi-frère Robert de Gloucester. Ses forces parviennent à faire prisonnier Étienne à la bataille de Lincoln, en février 1141, mais elle ne peut être sacrée reine en l'abbaye de Westminster en raison de l'opposition violente de la population de Londres. Elle se contente du titre de « dame des Anglais » (domina Anglorum). Libéré à la suite d'un échange de prisonniers, Étienne assiège Mathilde dans le château d'Oxford durant l'hiver 1141, mais elle parvient à s'échapper de nuit.
Dans les années qui suivent, la guerre civile aboutit à une impasse : ni Mathilde, qui contrôle le sud-ouest de l'Angleterre, ni Étienne, qui domine le sud-est et les Midlands, ne sont en mesure d'emporter un avantage décisif sur l'autre. L'Emperesse rentre en Normandie en 1148, laissant son fils aîné Henri mener le conflit. Par le traité de Wallingford, conclu en 1153, Étienne reconnaît le prince Henri comme son héritier, ce qui met un terme à l'Anarchie. L'année suivante, le roi meurt et le fils de Mathilde accède au trône.
Mathilde passe les dernières années de sa vie près de Rouen et se consacre au gouvernement de la Normandie, où elle représente l'autorité de son fils. Elle joue parfois un rôle de conseillère et s'offre en vain comme intermédiaire dans la querelle opposant Henri à l'archevêque Thomas Becket dans les années 1160. Elle est réputée pour sa piété et fonde plusieurs monastères en Normandie. À sa mort, en 1167, elle est inhumée sous le grand autel de l'abbaye Notre-Dame du Bec, mais ses restes sont ultérieurement déplacés à la cathédrale Notre-Dame de Rouen.

## Biographie

### Origines et enfance

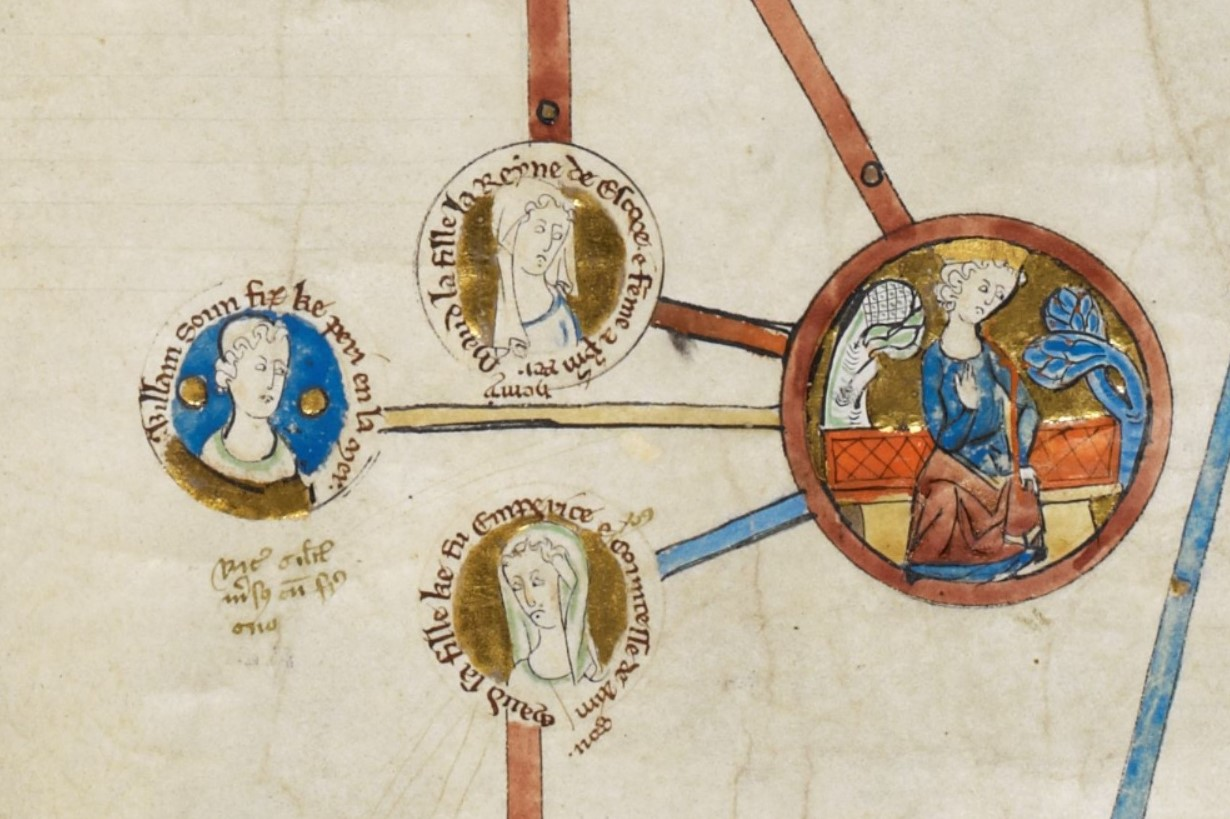
Henri Ier, sa femme Mathilde et ses enfants légitimes Guillaume et Mathilde dans un manuscrit généalogique de la fin du XIIIe siècle (British Library Royal MS 14 B).

Mathilde est la fille d'Henri Ier, roi d'Angleterre et duc de Normandie, et de sa première épouse Mathilde d'Écosse. Sa date de naissance ne figure pas dans les sources d'époque. En s'appuyant sur le Roman de Rou du chroniqueur normand Wace, les historiens ont longtemps considéré que la reine Mathilde avait accouché à Winchester en juillet 1101, mais l'analyse des documents retraçant ses déplacements contredit cette affirmation. La naissance de sa fille a plus vraisemblablement lieu lors du séjour de la reine à Sutton Courtenay, dans le Berkshire, au début du mois de février 1102.
Le père de Mathilde, Henri, est le plus jeune des fils de Guillaume le Conquérant, le premier roi normand d'Angleterre. La conquête normande de l'Angleterre entraîne l'apparition d'une élite anglo-normande dont les domaines s'étendent de part et d'autre de la Manche. La plupart de ces barons ont des liens étroits avec le royaume de France, qui constitue alors un ensemble de comtés et autres domaines sur lesquels le roi capétien n'exerce qu'une autorité réduite. La mère de Mathilde est la fille du roi écossais Malcolm III et de la princesse anglo-saxonne Marguerite, une descendante d'Alfred le Grand. En l'épousant, Henri gagne en légitimité, tandis que sa nouvelle épouse a l'occasion de bénéficier d'un statut accru en Angleterre,.
Le mariage d'Henri et Mathilde donne également naissance à un fils, Guillaume Adelin. Quelques historiens ont vu en lui le frère jumeau de Mathilde, mais la chronique de Guillaume de Malmesbury et la date des félicitations du pape suggèrent que Guillaume est plutôt son frère cadet. Le roi entretient par ailleurs des relations avec de nombreuses maîtresses qui lui donnent plus de vingt enfants illégitimes.
Les sources ne décrivent pas les premières années de la vie de Mathilde. Elle les passe vraisemblablement auprès de sa mère, apprenant la lecture et la morale chrétienne,, même s'il est possible qu'elle ait été éduquée à l'abbaye de Wilton, un couvent du Wiltshire. À la cour de son père, elle côtoie son oncle, le prince écossais David, ainsi que plusieurs nobles ambitieux, comme son demi-frère aîné Robert de Gloucester, son cousin Étienne de Blois ou le chevalier d'origine bretonne Brian FitzCount. En 1108, Henri se rend en Normandie et confie ses deux enfants légitimes à l'archevêque de Cantorbéry Anselme, un prélat apprécié de la reine Mathilde,.

### Premier mariage: Mathilde impératrice
Fin 1108 ou début 1109, le roi des Romains Henri V envoie des émissaires en Normandie pour demander la main de Mathilde et formule la même requête auprès de sa mère. C'est une offre intéressante pour le roi anglais. Sa fille entrerait dans l'une des familles les plus éminentes d'Europe, ce qui rejaillirait sur son propre prestige de cadet d'une dynastie dont le titre royal ne remonte qu'à quelques décennies. En outre, le roi des Romains peut constituer un allié utile contre la France,. De son côté, Henri V aurait besoin de la dot de 10 000 marcs pour financer son voyage à Rome et son sacre impérial. Les détails sont négociés à Westminster en juin 1109. En octobre, Mathilde assiste pour la première fois à un conseil royal, signe que son statut a changé. Elle quitte l'Angleterre en février 1110 pour se rendre en Germanie.
Mathilde rencontre Henri à Liège. La différence d'âge entre les futurs époux est considérable : Henri est âgé de vingt-quatre ans alors que Mathilde n'a que huit ans. Ils se rendent ensemble à Utrecht, où leurs fiançailles sont célébrées le 10 avril. Le 25 juillet, Mathilde est sacrée reine des Romains à Mayence. En raison de son jeune âge, elle est confiée à la garde de l'archevêque de Trèves Bruno, qui doit lui enseigner la culture allemande et l'art du gouvernement,. Orderic Vital affirme que ses compagnons de voyage sont renvoyés en Angleterre, mais il semble que certains au moins aient pu rester avec elle.

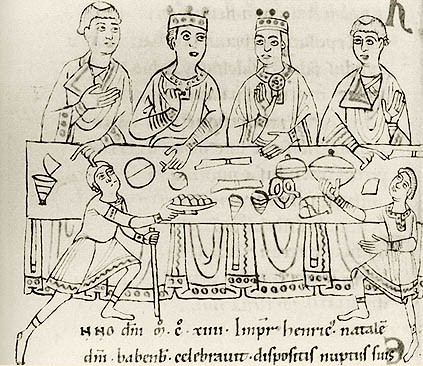
Les noces d'Henri et Mathilde dans une chronique allemande du début du XIIe siècle (Corpus Christi College MS 373).

Les noces d'Henri et de Mathilde sont célébrées en grande pompe à Worms le 6 ou le 7 janvier 1114. Elle fait dès lors son entrée dans la vie publique et bénéficie notamment de sa propre maisonnée. Le Saint-Empire entre peu après dans une période troublée consécutive à l'arrestation du chancelier Adalbert et d'autres princes allemands par l'empereur. L'autorité d'Henri est menacée par des rébellions, mais surtout par l'opposition qui naît au sein de l'Église, institution qui joue un rôle important dans le gouvernement impérial. Le pape Pascal II finit par excommunier l'empereur.
Au début de 1116, Henri traverse les Alpes pour se rendre en Italie, accompagné de sa femme. Cette dernière contribue alors significativement au gouvernement de l'empire, qu'il s'agisse de participer à des cérémonies, d'entendre des pétitions ou d'effectuer des donations. Henri et Mathilde passent la majeure partie de l'année à prendre le contrôle de l'Italie du Nord avant de se diriger vers Rome au début de 1117. Le pape s'enfuit devant eux. En son absence, l'émissaire pontifical Maurice Bourdin prend fait et cause pour Henri et procède au sacre du couple dans la basilique Saint-Pierre, probablement à Pâques et certainement avant la Pentecôte,. Henri avait déjà contraint le pape à le sacrer empereur en 1111, mais le statut de Mathilde était moins clair. Après la cérémonie de 1117, elle peut prétendre au titre d'impératrice, ou « emperesse », qui lui reste associé dans l'historiographie. La validité de cette cérémonie n'est cependant pas indiscutable : il ne s'agit pas d'un sacre à proprement parler, mais simplement d'une des rares occasions formelles où les souverains portent leur couronne à la cour. En outre, Bourdin est lui-même excommunié au moment où il officie, et il est ultérieurement déposé et emprisonné à vie par le pape,,. Quoi qu'il en soit, Mathilde maintient par la suite qu'elle a été officiellement sacrée impératrice à Rome, une prétention qui n'est jamais sérieusement contestée de son vivant. Certains chroniqueurs anglo-normands vont jusqu'à affirmer que c'est le pape qui l'a sacrée, une erreur que Mathilde ne fait rien pour corriger,.
Henri repasse les Alpes en 1117 pour mater de nouvelles rébellions en Germanie. Il laisse sa femme gouverner l'Italie en tant que régente, un choix courant à l'époque. Elle acquiert probablement une solide expérience du gouvernement durant les deux années qui suivent, même s'il n'en subsiste guère de traces dans les sources, avant de rejoindre son mari en Lotharingie en 1119. Henri s'efforce alors de parvenir à un compromis avec le nouveau pape Calixte II pour lever son excommunication. En 1122, il assiste, probablement avec Mathilde, au concile de Worms qui tranche en faveur du pape la longue querelle des Investitures. La même année, Mathilde envisage de rendre visite à son père en Angleterre, mais elle doit renoncer à ce projet car le comte de Flandre Charles Ier lui interdit de traverser ses terres. L'historienne Marjorie Chibnall suggère que cette visite aurait eu pour sujet la succession au trône anglais.
Mathilde et Henri n'ont pas d'enfants, bien qu'aucun d'eux ne soit stérile. Pour les chroniqueurs de l'époque, leur infertilité est directement liée aux péchés commis par l'empereur et à ses méfaits contre l'Église. D'après Hériman de Tournai, Mathilde aurait donné naissance à un enfant mort jeune, mais il est le seul à en parler et son objectif semble être de rejeter la faute sur la mère de Mathilde. Atteint d'un cancer, Henri meurt à Utrecht le 23 mai 1125, laissant sa veuve sous la protection de son neveu et héritier Frédéric. Il confie les regalia impériales à Mathilde, sans que l'on sache s'il lui donne des instructions précises sur le futur de l'Empire. L'archevêque Adalbert la convainc de les lui remettre avant de faire élire roi des Romains Lothaire de Supplinbourg, l'ancien ennemi juré d'Henri.
Veuve à 23 ans, sans enfant au nom duquel exercer la régence, Mathilde ne peut dès lors qu'entrer dans les ordres ou prendre un nouvel époux. Des offres de mariage lui proviennent de quelques princes allemands, mais elle choisit de rentrer en Normandie,. Elle confie à d'autres ses domaines allemands et quitte l'Empire avec sa collection personnelle de bijoux, ses propres regalia et deux des couronnes d'Henri, ainsi qu'une relique précieuse : la main de saint Jacques. Il semble donc qu'elle ne compte jamais revenir en Germanie,,.

### Retour en Normandie

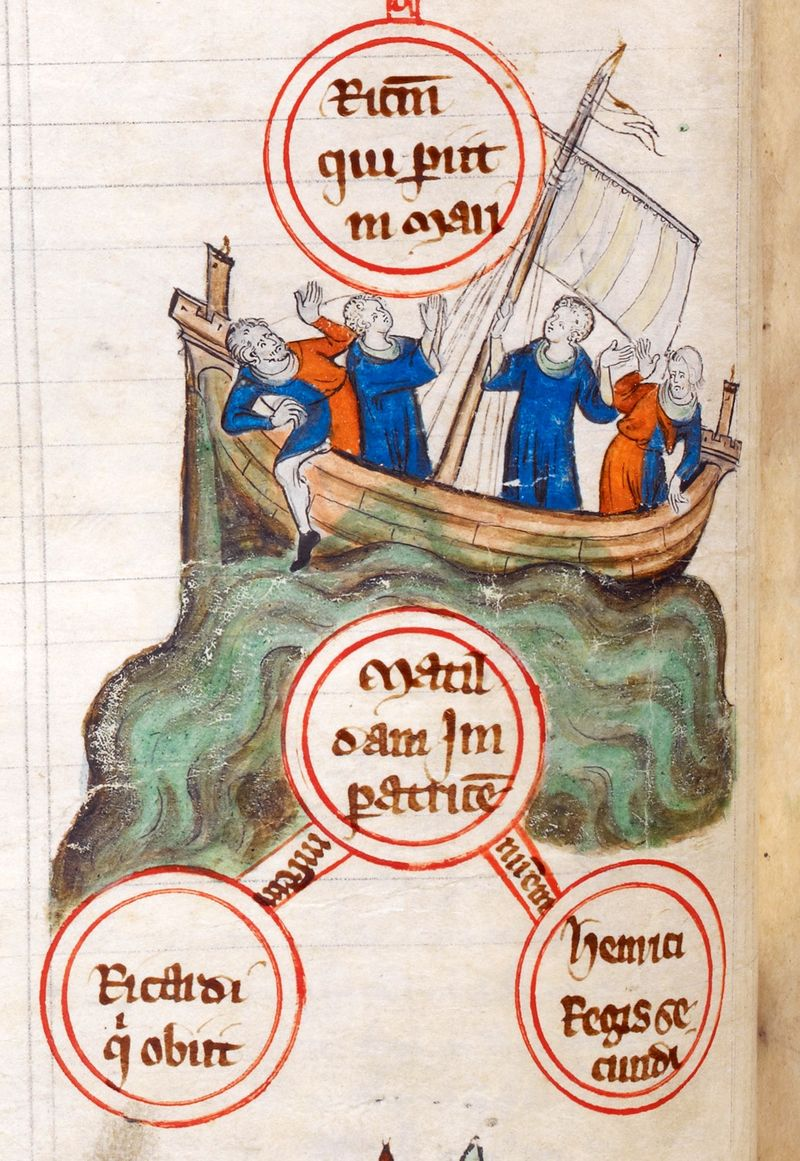
Le naufrage de la Blanche-Nef dans un manuscrit du début du XIVe siècle (British Library MS Cotton Claudius D. ,).

Durant le séjour de Mathilde en Allemagne, la vie politique anglaise a été bouleversée par le naufrage de la Blanche-Nef, le 25 novembre 1120. Cet accident coûte la vie à la quasi-totalité des passagers du navire, où se trouvaient plusieurs des membres de la haute noblesse du royaume et le frère de Mathilde, Guillaume Adelin. La disparition du seul fils légitime du roi Henri remet en question sa succession. En Europe occidentale, les règles qui régissent la succession ne sont pas encore bien définies, même si le principe de primogéniture masculine gagne en popularité à cette époque dans certaines régions de France. Les Capétiens ont pris l'habitude de faire sacrer de leur vivant leurs fils pour sécuriser leur accession au pouvoir. Cette pratique n'existe pas en Angleterre, où les membres de la noblesse ne peuvent guère que définir un groupe de candidats à leur succession, susceptibles de s'entredéchirer pour la recueillir. La royauté n'échappe pas à la règle : depuis la conquête normande, la couronne ne s'est jamais transmise de manière pacifique.
Le roi envisage d'abord d'avoir un nouveau fils. La reine Mathilde étant morte en 1118, il se remarie en 1121 avec Adélaïde de Louvain, mais cette union reste stérile, ce qui menace l'avenir de la dynastie normande,. Henri pourrait avoir dès lors décidé de se tourner vers ses neveux. L'un d'eux est Étienne de Blois, le fils de sa sœur Adèle. En organisant son mariage avec la comtesse Mathilde de Boulogne, il trahit peut-être sa préférence pour lui. Il est possible que Thibaut, le frère aîné d'Étienne, ait également bénéficié des faveurs d'Henri. Le roi de France Louis VI favorise un autre neveu d'Henri : Guillaume Cliton, le fils de Robert Courteheuse, mais ses relations avec Henri sont conflictuelles. Il pourrait avoir envisagé la candidature de son propre fils illégitime Robert de Gloucester, mais la coutume aurait joué en sa défaveur. La mort de l'empereur Henri, en 1125, incite le roi à modifier ses plans.
Après son retour en Normandie, en 1125, Mathilde passe environ un an à la cour royale, alors que son père espère encore avoir un fils de son second mariage. Cet espoir ne se concrétisant pas, le roi annonce que c'est sa fille qui lui succédera en l'absence d'héritier mâle. Les barons anglo-normands, réunis à Westminster pour Noël 1126, s'engagent solennellement à reconnaître Mathilde et ses éventuels héritiers légitimes,. La formulation exacte de leur serment varie selon les chroniqueurs, dont le récit peut être biaisé par les événements survenus ultérieurement.

### Second mariage: Mathilde et Geoffroy

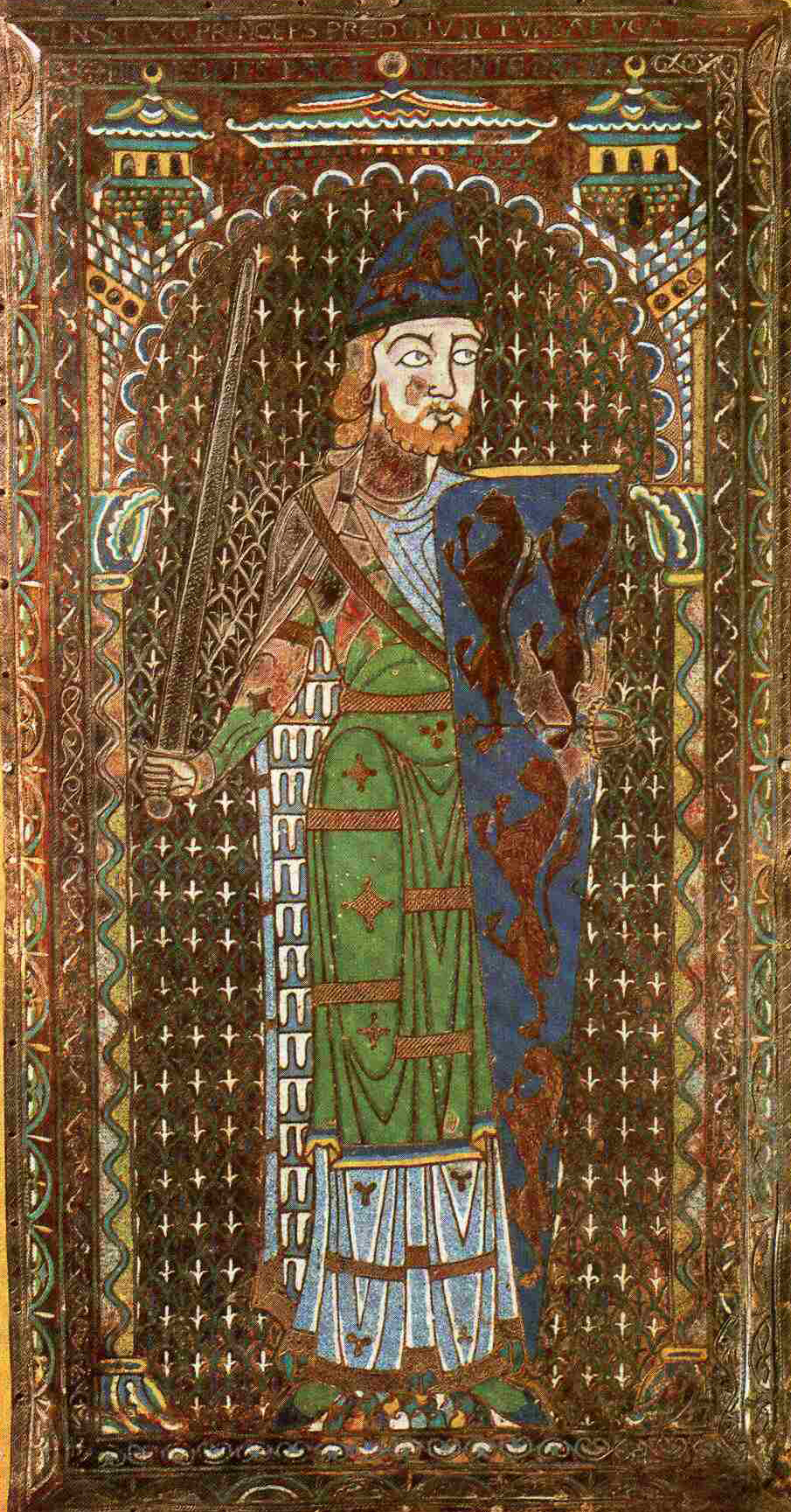
Émail Plantagenêt, effigie funéraire de Geoffroy d'Anjou, réalisée vers 1160 et conservée au musée d'archéologie et d'histoire du Mans.

Henri commence à chercher un nouveau mari pour Mathilde au début de l'année 1127. Plusieurs princes d'Empire se proposent, mais il souhaite lui faire épouser Geoffroy, le fils du comte Foulques d'Anjou. En effet, le duché de Normandie est menacé à l'est par Guillaume Cliton, qui est devenu comte de Flandre et bénéficie du soutien du roi de France. Il est donc vital pour Henri que sa frontière sud soit sûre. Cette alliance avec l'Anjou n'est pas une idée neuve, puisque Guillaume Adelin était marié avec Mathilde, la fille de Foulques. La mort prématurée du prince en 1120, quelques mois seulement après son mariage, y avait mis un terme, et la dispute entre Henri et Foulques concernant la dot avait incité le second à se rapprocher de Guillaume Cliton.
Mathilde n'est guère enthousiasmée par les projets que son père échafaude pour elle. Se marier avec le fils d'un comte après avoir été impératrice constituerait une perte considérable de prestige pour elle, sans compter que Geoffroy n'est âgé que de 13 ans alors qu'elle en a déjà 25. Il faut l'intervention de l'archevêque de Tours Hildebert de Lavardin pour qu'elle consente à cette union. Elle se rend à Rouen en mai 1127 en compagnie de Robert de Gloucester et Brian FitzCount pour la célébration de ses fiançailles. L'année suivante, le comte Foulques décide de partir en croisade et laisse ses domaines à Geoffroy. Ce dernier est adoubé par Henri une semaine avant son mariage, qui est célébré le 17 juin 1128 au Mans par l'évêque du Mans Guy d'Étampes et l'évêque de Séez Jean de Neuville. Foulques quitte l'Anjou en 1129 et Geoffroy lui succède comme comte d'Anjou et du Maine.
Le mariage de Mathilde et Geoffroy n'est pas particulièrement heureux,. La dot de Mathilde donne lieu à une nouvelle querelle, car son père lui a cédé des châteaux en Normandie sans préciser à quelle date le couple doit en prendre possession,. Henri laisse également dans le vague le statut exact de Geoffroy vis-à-vis des trônes d'Angleterre et de Normandie, probablement à dessein,. Les relations entre les deux époux se dégradent rapidement et Mathilde rentre en Normandie peu de temps après son mariage. Les époux ne sont réconciliés qu'en 1131, à la suite d'une réunion du grand conseil d'Henri au mois de septembre durant lequel un nouveau serment d'allégeance à Mathilde est prêté,,.
Mathilde donne naissance à son premier fils, le futur Henri II, le 5 mars 1133 au Mans. Ravi par la nouvelle, le roi Henri vient lui rendre visite à Rouen,,. Un deuxième fils, Geoffroy, voit le jour à la Pentecôte 1134, mais l'accouchement est très difficile et Mathilde manque d'y perdre la vie. Elle établit son testament et s'oppose à son père quant à son lieu de sépulture : elle souhaite être enterrée à l'abbaye du Bec, mais lui préfère la cathédrale de Rouen. Mathilde finit cependant par se rétablir et son père peut avoir profité de la naissance d'un autre petit-fils pour exiger un nouveau serment de la part de la noblesse,,.
Les relations entre Mathilde et son père se dégradent par la suite. Geoffroy et elle craignent de manquer de soutiens en Angleterre. En 1135, ils proposent au roi de remettre à Mathilde les châteaux royaux de Normandie et que la noblesse normande lui prête immédiatement allégeance, ce qui renforcerait significativement leur position après la mort d'Henri. Ce dernier refuse avec colère, craignant sans doute que Geoffroy ne cherche à prendre le pouvoir en Normandie de son vivant,. Lorsqu'une rébellion éclate dans le sud de la Normandie, Geoffroy et Mathilde font intervenir leurs troupes du côté des rebelles. Alors qu'il est occupé à mater cette révolte, le roi tombe malade et meurt près de Lyons-la-Forêt le 1er décembre 1135. Ses dernières volontés concernant sa succession, pour peu qu'elles aient changé, sont inconnues. Les sources favorables à l'Emperesse affirment qu'il aurait affirmé une nouvelle fois son désir de voir sa fille recueillir l'intégralité de son héritage, tandis que les chroniqueurs hostiles prétendent qu'il aurait renoncé à ses projets et prié ses barons de lui pardonner de les avoir forcés à prêter allégeance à Mathilde.

### La guerre civile

#### Prélude au conflit
Lorsqu'ils apprennent la mort du roi, Mathilde et Geoffroy sont occupés à soutenir les rebelles normands contre l'armée royale, dont les rangs abritent plusieurs partisans de Mathilde, comme son demi-frère Robert de Gloucester. La plupart de ces barons ont prêté serment de rester en Normandie jusqu'à l'inhumation d'Henri et ne peuvent donc pas rentrer en Angleterre. Geoffroy et Mathilde profitent de la situation pour pénétrer dans le sud du duché de Normandie et s'emparer de plusieurs châteaux autour d'Argentan qui constituaient la dot de Mathilde. Incapables de progresser davantage, leurs troupes pillent la région mais elles rencontrent une résistance toujours plus forte et une rébellion éclate en Anjou au même moment,. Mathilde se trouve par ailleurs enceinte de son troisième fils et le souvenir de sa deuxième grossesse difficile a pu l'inciter à interrompre sa campagne, même si rien ne permet de l'affirmer,,.
Pendant ce temps, Étienne de Blois se trouve à Boulogne lorsqu'il apprend la mort d'Henri et peut donc facilement traverser la Manche. Les garnisons installées à Douvres et à Cantorbéry par Robert de Gloucester pourraient lui avoir interdit de débarquer,, mais il parvient à poser le pied en Angleterre et atteint les faubourgs de Londres le 8 décembre. Il est acclamé par la cité, qui espère obtenir des privilèges du nouveau roi, tandis que son frère Henri de Blois, évêque de Winchester depuis 1129, lui assure le soutien de l'Église. Bien qu'Étienne ait juré de soutenir Mathilde en 1127, l'évêque Henri affirme que le roi a eu tort de forcer sa cour à prêter serment et qu'il a changé d'avis sur son lit de mort. Il fait notamment appel au témoignage, probablement falsifié, du sénéchal Hugues Bigot. Étienne est sacré roi d'Angleterre le 26 décembre en l'abbaye de Westminster.
En apprenant le soutien dont bénéficie Étienne en Angleterre, la noblesse normande, réunie au Neubourg, envisage de proclamer roi son frère aîné Thibaut. En tant qu'aîné des petits-fils de Guillaume le Conquérant, il leur apparaît comme le candidat le plus légitime, certainement davantage que Mathilde,. Les débats sont brutalement interrompus lorsque les barons normands apprennent le 25 décembre qu'Étienne doit être sacré le lendemain. Peu désireux de voir la Normandie se séparer de l'Angleterre, ils cessent de soutenir Thibaut,. Il est possible que les deux frères se soient en réalité mis d'accord avant même la mort d'Henri.
Mathilde donne naissance à son troisième et dernier fils, Guillaume, le 22 juillet 1136 à Argentan. Elle passe les trois années qui suivent dans cette région frontalière, où elle installe les chevaliers de sa maisonnée. Il est possible qu'elle ait demandé à l'évêque d'Angers Ulger d'intercéder en sa faveur auprès du pape, en vain. Geoffroy envahit à deux reprises la Normandie cette année-là pour des opérations de pillage, sans essayer d'établir son autorité sur la région. En 1137, Étienne traverse la Manche pour établir une alliance informelle contre Geoffroy et Mathilde avec son frère Thibaut et le roi de France Louis VI. Il assemble une armée pour reprendre le contrôle des châteaux de la région d'Argentan, mais sa campagne échoue en raison des tensions entre les barons normands et ses mercenaires flamands, ce qui le contraint à conclure une trêve avec Geoffroy,.
Le demi-frère de Mathilde, Robert de Gloucester, est l'un des plus puissants barons anglo-normands : outre ses domaines de Normandie, il détient également le comté de Gloucester. Lorsqu'il se révolte contre Étienne, en 1138, c'est la première étape vers la guerre civile qui va ravager l'Angleterre pendant plus d'une décennie. Mathilde n'a guère mis en avant sa revendication sur le trône depuis 1135 ; c'est son demi-frère qui prend l'initiative du déclenchement du conflit,. Geoffroy profite de l'occasion pour envahir une nouvelle fois la Normandie, tandis que David Ier annonce son soutien à sa nièce et envahit le Yorkshire.
Étienne réagit promptement en concentrant ses efforts sur la défense de l'Angleterre. Il envoie sa femme dans le Kent reprendre le port de Douvres à Robert et quelques chevaliers dans le Nord qui arrêtent David Ier à la bataille de l'Étendard. Une bonne partie de la région reste cependant occupée par les Écossais. Le roi se rend quant à lui dans le sud-ouest pour reprendre le contrôle du Gloucestershire. Les villes de Hereford, Shrewsbury et Bath tombent entre ses mains, mais Bristol lui résiste. Les rebelles s'attendent apparemment à ce que Robert vienne les secourir, mais le comte reste en Normandie et tente de convaincre sa demi-sœur d'envahir l'Angleterre. Douvres est reconquise par les partisans d'Étienne avant la fin de l'année.
Ayant pris le contrôle de la majeure partie de la Normandie, Geoffroy et Mathilde mobilisent leurs forces pour une traversée de la Manche. L'Emperesse envoie également l'évêque Ulger plaider sa cause auprès du pape, en s'appuyant sur ses droits héréditaires et sur les serments prêtés par les barons anglo-normands. Le défenseur d'Étienne, l'évêque Arnoul de Lisieux, prétend que les droits de Mathilde sont nuls parce que sa mère était religieuse. Bien que le pape conserve son soutien à Étienne, Mathilde peut au moins se satisfaire que ses prétentions au trône aient été contestées.

#### Les premiers affrontements

La situation en Angleterre vers 1140, avec les zones contrôlées par Mathilde en bleu et celles contrôlées par Étienne en rouge.

Les forces de Mathilde envahissent l'Angleterre à la fin de l'été 1139. En août, Baudouin de Reviers tente de prendre le contrôle du port de Wareham, dans le Dorset, pour en faire une tête de pont, mais il est mis en déroute par les forces d'Étienne. Le mois suivant, la reine-mère Adélaïde de Louvain invite sa belle-fille à débarquer à Arundel, dans le Sussex. Mathilde y arrive le 30 septembre avec Robert de Gloucester et 140 chevaliers. Tandis que l'Emperesse s'installe au château d'Arundel, Robert poursuit son chemin vers Wallingford et Bristol pour recueillir des soutiens et joindre ses forces à celles de Miles de Gloucester, qui vient de rejoindre le camp de Mathilde. Étienne réagit promptement et assiège Mathilde dans le château d'Arundel avant d'accepter une trêve négociée par son frère, l'évêque Henri. Les détails ne sont pas connus, mais Mathilde et ses chevaliers sont libérés et escortés vers le sud-ouest de l'Angleterre, où ils retrouvent Robert. Les motivations du roi restent mystérieuses. Il est possible qu'il ait considéré plus important de neutraliser Robert de Gloucester que Mathilde, d'autant que le château d'Arundel est alors considéré comme imprenable. En l'assiégeant, Étienne se retrouve paralysé tandis que Robert est libre d'agir à sa guise dans l'Ouest. Des considérations chevaleresques pourraient également avoir dicté les actes du roi : ce dernier est de tempérament courtois et généreux et les Anglo-Normands n'ont pas pour habitude de s'en prendre aux femmes en temps de guerre.
Après sa libération, Mathilde réside brièvement à Bristol avant d'établir sa cour à Gloucester, ce qui lui permet de conserver une certaine indépendance vis-à-vis de son demi-frère,. Bien que les défections en sa faveur soient peu nombreuses, elle contrôle un territoire substantiel qui s'étend de manière ininterrompue de Gloucester et Bristol au nord jusqu'au Wiltshire au sud, et des marches galloises à l'ouest jusqu'à Wallington et Oxford dans la vallée de la Tamise à l'est. Elle est ainsi en position de menacer Londres,. Son influence s'étend de manière plus diffuse jusque dans le Herefordshire au nord et jusqu'au Devon et aux Cornouailles au sud-ouest.
Étienne mène une deuxième campagne contre Mathilde en 1139. Ne pouvant s'emparer du château de Wallingford, clef de la vallée de la Tamise, trop bien défendu, il poursuit sa route vers le Wiltshire et s'empare de South Cerney et Malmesbury. En réaction, Miles de Gloucester attaque l'arrière-garde royale à Wallingford et menace de marcher vers Londres, contraignant Étienne à battre en retraite pour protéger sa capitale. Au début de l'année suivante, l'évêque d'Ely Néel rallie Mathilde, mais il est contraint de s'enfuir à Gloucester lorsque les forces royales attaquent par surprise l'île d'Ely en dépit des marécages des Fens qui la protègent. À l'ouest, les troupes de Robert de Gloucester parviennent à reprendre le contrôle d'une partie des conquêtes effectuées par Étienne durant sa campagne de l'année précédente. Henri de Blois organise une conférence de paix à Bath où Mathilde est représentée par son demi-frère. Les pourparlers prennent fin lorsque le clergé prétend dicter les termes de la paix, ce que les représentants du roi refusent.

#### De Lincoln à Winchester
Les événements favorisent Mathilde au début de 1141. Ayant reçu l'aide du puissant comte de Chester Ranulph de Gernon, qui s'est brouillé avec Étienne pendant l'hiver, les troupes de Robert de Gloucester affrontent l'armée royale à la bataille de Lincoln le 2 février. Étienne, qui commande l'aile centrale, est encerclé par l'armée angevine et tombe aux mains de ses adversaires. Mathilde accueille en personne le roi captif à sa cour de Gloucester avant de l'envoyer au château de Bristol (en), lieu de détention traditionnel des prisonniers de haut rang. Elle commence alors à préparer son sacre, qui nécessite l'accord du clergé anglais. Le frère d'Étienne, Henri de Blois, convoque un concile à Winchester en sa qualité de légat pontifical pour examiner la question. Il a secrètement accepté de fournir à l'Emperesse le soutien de l'Église en échange d'un contrôle total sur les affaires ecclésiastiques. Il lui confie le trésor royal, presque vide à l'exception de la couronne d'Étienne, et procède à l'excommunication des adversaires de Mathilde qui refusent de la rallier,. Cependant, l'archevêque de Cantorbéry Thibaut du Bec est réticent à l'idée de sacrer aussi rapidement Mathilde. Il mène une délégation d'évêques et de barons auprès d'Étienne, toujours captif à Bristol. Le roi leur déclare qu'il est prêt à relever ses sujets de leur serment de fidélité à son égard au vu de la situation,.
Le clergé se réunit à nouveau à Winchester après Pâques pour proclamer Mathilde « dame d'Angleterre et de Normandie » avant son sacre,. Si les fidèles de Mathilde assistent à la cérémonie, ce n'est apparemment pas le cas de la plupart des grands barons, ni de la délégation londonienne, qui prend délibérément son temps pour rejoindre Winchester. L'Emperesse prend le chemin de Londres en juin pour organiser son sacre, mais sa situation se dégrade. Malgré le soutien de Geoffrey de Mandeville, connétable de la tour de Londres, la ville reste menacée par des troupes fidèles à Étienne et ses habitants sont trop effrayés pour accueillir Mathilde comme une future reine. Le 24 juin, peu avant la date prévue pour le sacre, Londres se soulève contre l'Emperesse et Geoffrey de Mandeville. Mathilde et ses partisans parviennent de justesse à s'enfuir et se réfugient à Oxford au terme d'une retraite chaotique,.
Pendant ce temps, de l'autre côté de la Manche, Geoffroy d'Anjou envahit une nouvelle fois la Normandie et en occupe toutes les terres au sud de la Seine et à l'est de la Risle,,. Étienne ne peut pas compter sur le soutien du comté de Blois, son frère Thibaut étant en conflit avec le nouveau roi de France Louis VII. Les succès angevins en Normandie et l'emprisonnement d'Étienne convainquent une bonne partie des barons anglo-normands de déserter sa cause pour rallier Mathilde. C'est le cas du comte de Worcester Galéran de Meulan, conseiller proche d'Étienne, qui rejoint l'Emperesse à la mi-1141. Son frère jumeau, le comte de Leicester Robert de Beaumont, se retire du conflit au même moment. Les partisans de Mathilde sont récompensés : certains, comme l'évêque Néel d'Ely, recouvrent leurs anciennes possessions, tandis que d'autres reçoivent de nouveaux titres dans l'ouest de l'Angleterre. Le contrôle royal de la monnaie se relâche avec l'apparition de frappes locales au nom de divers barons et évêques.
Mathilde et Henri de Blois ne tardent pas à se brouiller et l'évêque rejoint le camp de son frère. Il est bientôt assiégé dans son château épiscopal de Winchester (en) par les forces de l'Emperesse et de Robert, qui utilisent le château royal de Winchester comme base d'opérations,,. La reine Mathilde de Boulogne, femme d'Étienne, profite de la situation pour marcher sur Winchester avec les troupes du mercenaire flamand Guillaume d'Ypres et encercler les forces de l'Emperesse. Cette dernière parvient à s'enfuir avec son escorte et se réfugie au château de Devizes, dans le Wiltshire, une propriété de l'évêque de Salisbury Jocelin de Bohon confisquée par Étienne. Le gros de ses forces est vaincu lors de la déroute de Winchester, le 14 septembre. Robert de Gloucester est fait prisonnier en couvrant la fuite de sa demi-sœur,. Sa capture donne lieu à des négociations en vue d'une paix durable, mais la reine Mathilde de Boulogne refuse toute concession et Robert refuse de rallier Étienne. En fin de compte, les deux camps se contentent d'échanger leurs meneurs : Étienne et Robert sont libérés en novembre,. Henri de Blois organise un nouveau concile qui annule la décision du précédent et reconnaît Étienne comme souverain légitime.

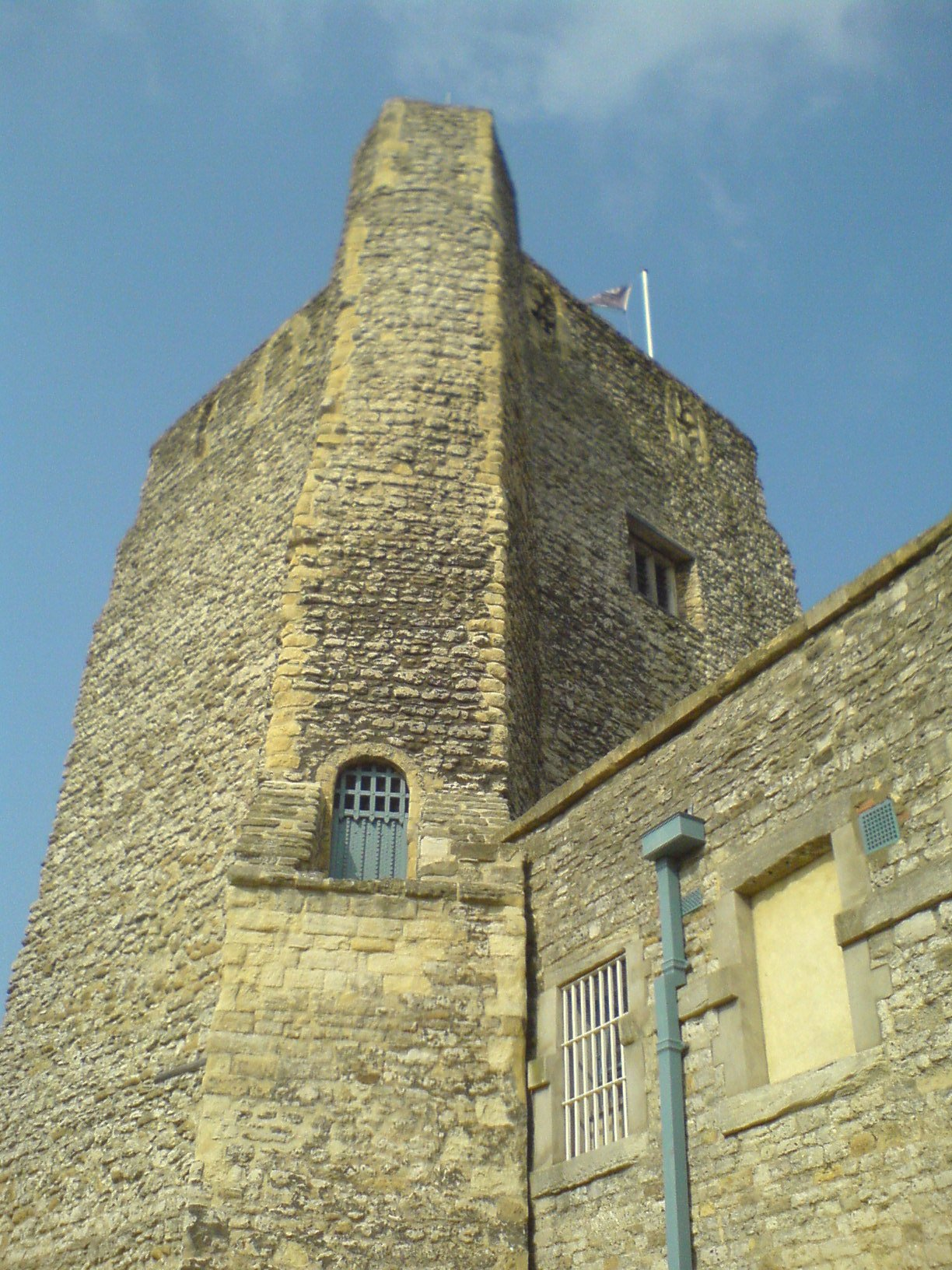
La tour Saint-Georges du château d'Oxford, dont Mathilde s'échappe en 1142.

Après avoir été sacré une deuxième fois à Noël 1141, Étienne se rend dans le Nord de l'Angleterre pour lever de nouvelles troupes et convaincre Ranulph de Gernon de le rejoindre. Il passe ensuite l'été à attaquer les châteaux construits par ses adversaires l'année précédente. Robert se trouve alors en Normandie où il participe aux campagnes de Geoffroy contre les derniers partisans d'Étienne dans le duché et l'Emperesse se retrouve encerclée à Oxford. Bien que la ville soit protégée par son enceinte et la rivière Isis, le roi réussit à pénétrer ses défenses, contraignant Mathilde à se réfugier dans le château d'Oxford où elle se retrouve assiégée. Juste avant Noël, elle parvient à quitter le château, probablement par une poterne (un chroniqueur suggère qu'elle utilise une corde pour descendre le long des murs). Accompagnée d'une poignée de chevaliers, elle traverse l'Isis gelée et parvient à échapper aux troupes du roi pour se réfugier à Wallingford. La garnison d'Oxford se rend le lendemain,.

#### Le statu quo
Mathilde installe sa nouvelle cour au château de Devizes. Elle confie les domaines de la région aux chevaliers de sa maisonnée et s'appuie sur ses mercenaires flamands et sur le réseau de shérifs et autres fonctionnaires locaux pour gouverner. Elle accueille volontiers ceux qui ont perdu des terres dans les régions sous le contrôle du roi. Avec le soutien de son pragmatique demi-frère, elle s'engage dans une guerre de longue durée,. Les événements semblent d'abord jouer en sa faveur : Robert manque de peu de capturer à nouveau Étienne à la bataille de Wilton, en juillet 1143. Plus tard la même année, le comte d'Essex Geoffrey de Mandeville se soulève contre le roi, menaçant Cambridge depuis sa base sur l'île d'Ely. Geoffroy termine sa conquête de la Normandie en s'emparant de Rouen, la capitale ducale, au mois de janvier 1144, et quelques mois plus tard, Ranulph de Chester prend une deuxième fois les armes contre Étienne.
Néanmoins, ces succès ne permettent pas à Mathilde de consolider sa position. La rébellion de Geoffrey de Mandeville prend fin avec sa mort en septembre 1144 lors d'une attaque sur le château de Burwell. L'Emperesse est par ailleurs privée d'un de ses meilleurs généraux depuis la mort de Miles de Gloucester lors d'un accident de chasse peu avant Noël 1143. Les forces d'Étienne progressent vers l'ouest et reprennent le château de Faringdon dans l'Oxfordshire. Mathilde autorise le comte de Cornouailles Réginald de Dunstanville à entamer de nouvelles négociations, mais aucun des deux camps n'est prêt à accepter un compromis.
Le conflit change progressivement de nature : à partir de la fin des années 1140, les grandes campagnes prennent fin et laissent place à un statu quo qui n'est troublé que par de brèves périodes d'affrontement. Plusieurs soutiens majeurs de Mathilde disparaissent : Robert de Gloucester meurt paisiblement en octobre 1147 et Brian FitzCount se retire de la vie publique, apparemment pour rejoindre un monastère,. Lorsque le pape Eugène III lance la deuxième croisade, en décembre 1145, de nombreux partisans de l'Emperesse répondent à son appel et restent éloignés de l'Angleterre pendant plusieurs années. Certains barons concluent des paix séparées entre eux pour préserver leurs acquisitions du début du conflit, ce qui ne les incite pas à poursuivre les hostilités.
Le fils aîné de Mathilde, Henri, commence à jouer un rôle de premier plan dans la guerre. Resté en France lorsque sa mère traverse la Manche en 1139, il la rejoint en 1142, mais rentre en Anjou en 1144. Son père, qui espère le voir devenir roi d'Angleterre, le fait participer au gouvernement de ses domaines. En 1147, il débarque en Angleterre à la tête d'un petit groupe de mercenaires, mais sa campagne échoue, notamment car il lui manque les fonds nécessaires pour payer ses hommes. Sa mère refuse de l'aider, affirmant qu'elle ne dispose d'aucune liquidité, et c'est en fin de compte son adversaire, le roi Étienne, qui verse la solde des mercenaires d'Henri. Au-delà de la chevalerie qui le pousse à venir en aide à un membre de sa famille, Étienne cherche peut-être à établir de bonnes relations avec le jeune prince en vue d'une résolution pacifique de la querelle de succession,.
Mathilde décide de rentrer en Normandie, en partie à cause de problèmes avec l'Église. Le château de Devizes, qu'elle occupe depuis 1142, appartient toujours en théorie à l'évêque Jocelin, qui reçoit à la fin de 1146 le soutien du pape. Celui-ci menace d'excommunier l'Emperesse si elle ne rend pas le château à l'évêque. Après avoir temporisé, Mathilde rentre en Normandie en 1148, laissant Devizes entre les mains de son fils. Elle s'installe d'abord à Rouen, où elle retrouve ses fils et son mari, avant de s'installer au prieuré de Notre-Dame-du-Pré, au sud de la ville, où elle bénéficie de quartiers personnels rattachés au prieuré, ainsi que d'un palais construit par son fils,. Son temps est de plus en plus consacré au gouvernement du duché de Normandie et de moins en moins à la poursuite de la guerre en Angleterre,. Le prince Henri bénéficie du soutien croissant de l'Église, ainsi que de celui du roi Louis VII, avec qui Geoffroy et Mathilde concluent la paix. À la mort de Geoffroy, en septembre 1151, son fils revendique les domaines familiaux.
De retour en Angleterre en 1153 à la tête d'une petite armée, il rallie à sa cause quelques barons, mais aucun des deux camps n'a réellement envie d'en découdre. Par le traité de Wallingford, conclu en novembre 1153, Henri reconnaît Étienne comme roi, mais ce dernier l'adopte et en fait son successeur,,,. Pendant ce temps, la Normandie est agitée et une révolte baronniale menace sans que Mathilde ne parvienne à réguler la situation. À la mort d'Étienne, l'année suivante, Henri monte sur le trône d'Angleterre. Pour son sacre, il utilise la plus grandiose des deux couronnes impériales ramenées de Germanie par sa mère en 1125. Les troubles qui menaçaient l'Emperesse en Normandie se dissipent après le sacre de son fils.

### Dernières années

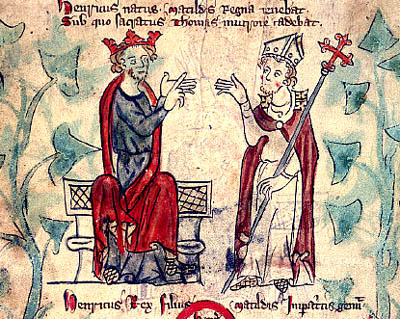
Enluminure du début du XIVe siècle montrant la querelle entre Henri II et Thomas Becket (British Library MS Royal 20 A II ,).

Jusqu'à sa mort, Mathilde réside dès lors en Normandie, où elle assure régulièrement le gouvernement du duché en tant que représentante d'Henri. Durant les premières années de son règne, les chartes qu'il émet pour régulariser les revendications de propriété contradictoires nées de la guerre civile portent également le nom de sa mère. Il bénéficie également de ses conseils dans l'art de gouverner. Dans les années 1160, lorsque le roi se brouille avec son chancelier Thomas Becket, Mathilde participe aux tentatives de médiation entre les deux hommes. Bien qu'elle ait été défavorable à la nomination de Beckett, son point de vue sur la querelle qui les oppose est nuancé : comme le chancelier, elle n'apprécie pas la manière dont son fils cherche à codifier les coutumes anglaises, mais elle désapprouve également les défauts de l'administration ecclésiastique anglaise et le caractère têtu de Beckett.
Mathilde participe à la résolution de plusieurs crises diplomatiques. La première concerne la main de saint Jacques : pour l'empereur Frédéric Barberousse, cette relique fait partie des regalia du Saint-Empire et il demande donc à ce qu'elle lui soit rendue. Mathilde et Henri souhaitent qu'elle reste à l'abbaye de Reading, où elle attire de nombreux pèlerins. Ils parviennent à convaincre Frédéric en lui offrant plusieurs cadeaux, dont une tente richement décorée, probablement choisie par l'Emperesse elle-même, que l'empereur utilise par la suite durant ses séjours en Italie. Le roi de France Louis VII entre en contact avec elle en 1164 pour qu'elle l'aide à apaiser la situation concernant la gestion des fonds recueillis par la deuxième croisade.

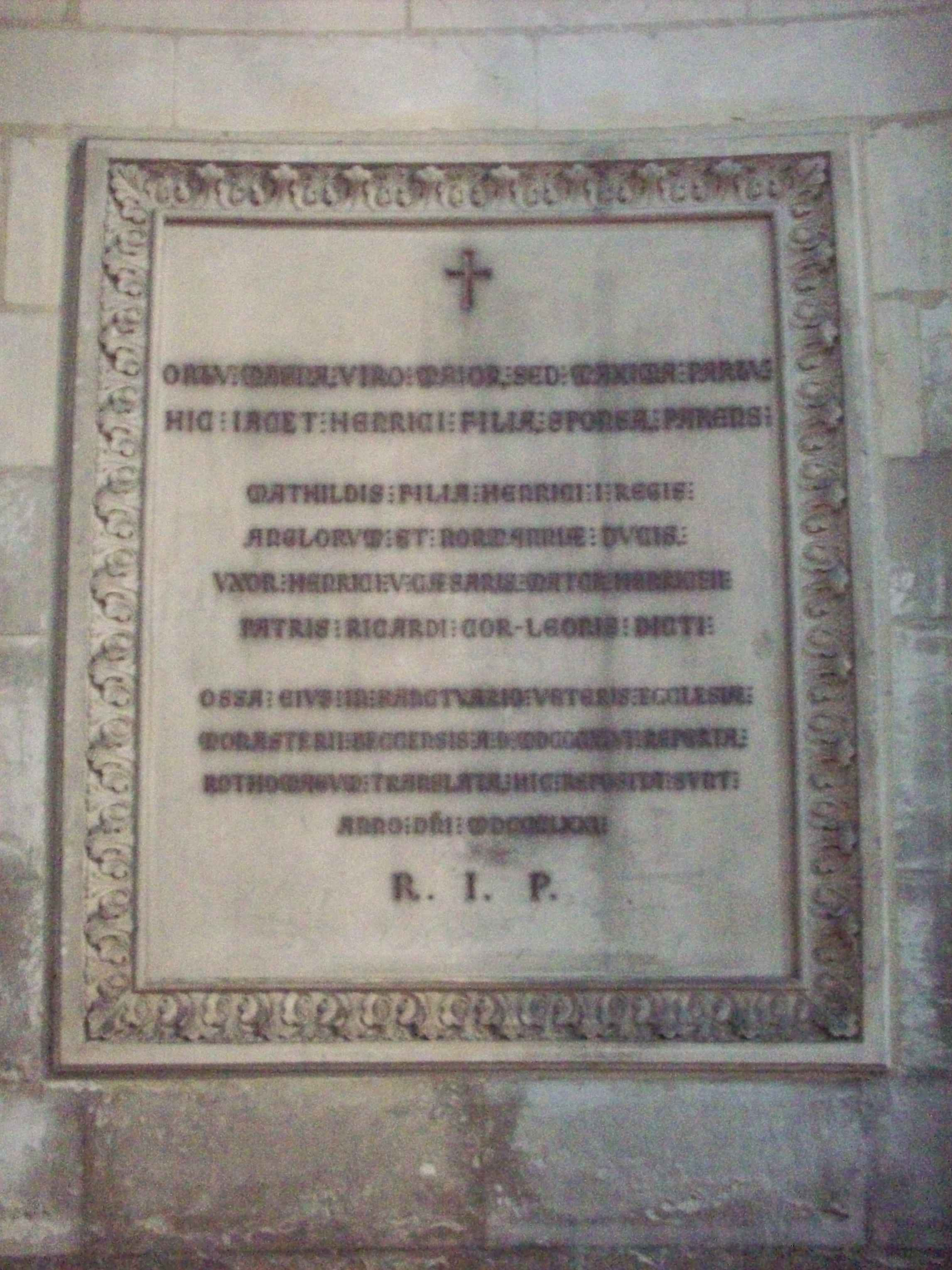
Plaque commémorative de Mathilde dans la chapelle Saint-Pierre et Saint-Paul de la cathédrale de Rouen.

Dans ses dernières années, Mathilde s'intéresse de plus en plus à sa foi et aux affaires de l'Église, sans pour autant cesser de s'impliquer dans le gouvernement de la Normandie jusqu'à sa mort,. Elle semble avoir un penchant particulier pour Guillaume, son plus jeune fils. Néanmoins, elle s'oppose aux projets d'invasion de l'Irlande avancés par Henri en 1155, bien que ce dernier se propose de la confier à Guillaume. Ce refus, vraisemblablement pour des raisons matérielles, fait que le benjamin des enfants de l'Emperesse reçoit à la place de vastes domaines en Angleterre. Bien qu'elle soit plus facile à vivre que dans sa jeunesse, le chroniqueur du Mont-Saint-Jacques, qui la rencontre vers la fin de sa vie, estime qu'elle appartient toujours « à la race des tyrans »,.
Mathilde meurt le 10 septembre 1167 en léguant tous ses biens à l'Église,. Bien que Geoffroy du Breuil affirme qu'elle a fini sa vie comme religieuse, il semble l'avoir confondue avec Mathilde d'Anjou. Elle est inhumée sous le grand autel de l'abbaye du Bec lors d'une cérémonie présidée par Rotrou, l'archevêque de Rouen. Son épitaphe comprend la phrase latine « Ortu magna, viro major, sed maxima partu, hic jacet Henrici filia, sponsa, parens », soit « Grande par sa naissance, plus grande par son mariage, encore plus grande par sa descendance, ci-gît la fille, l'épouse et la mère d'Henri ».
La tombe de Mathilde est endommagée par un incendie en 1263 et restaurée en 1282 avant d'être détruite par une armée anglaise en 1421, pendant la guerre de Cent Ans. En 1684, la congrégation de Saint-Maur identifie une partie de ses ossements, qui sont réenterrés à l'abbaye du Bec dans un nouveau cercueil. Ils sont de nouveau égarés après la destruction de l'abbaye sous Napoléon Ier. Redécouverts en 1846, ils sont de nouveau inhumés et cette fois, dans la chapelle Saint-Pierre et Saint-Paul (nord du déambulatoire) de la cathédrale de Rouen en 1871,.

## Aspects du règne

### Le gouvernement, le droit et la cour

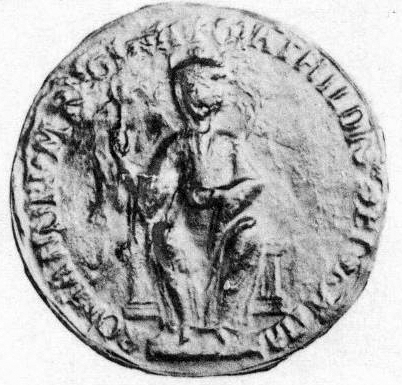
Le grand sceau de Mathilde.

En Germanie, la cour de Mathilde se compose de chevaliers, de chapelains et de dames de compagnie. Sa maisonnée n'est pas gérée par son propre chancelier, comme celles d'autres reines de l'époque : c'est le chancelier impérial qui s'en charge pour elle. Durant sa régence en Italie, elle découvre que les souverains de cette région sont prêts à accepter d'être gouvernés par une femme. Elle est entourée de fonctionnaires expérimentés, dont le chancelier italien. Bien qu'elle ne doive prendre aucune décision majeure, elle s'occupe de problèmes moindres et représente de manière symbolique son mari absent lors de négociations avec la noblesse et le clergé.
Après son retour en Normandie, elle se présente comme impératrice (imperatrix) et fille du roi Henri. Son statut durant la guerre civile anglaise est plus incertain. Si les reines anglaises jouent traditionnellement un rôle formel important à l'époque anglo-saxonne, ce n'est plus le cas après la conquête normande. Les reines de la maison de Normandie servent au mieux de régentes lors des brèves absences de leurs époux, et jamais en leur nom propre. De 1139 à 1141, Mathilde se décrit comme feme sole afin de mettre en avant son indépendance vis-à-vis de son mari. Elle adopte un grand sceau impérial de forme ronde, comme celui d'un roi, plutôt qu'ovale, comme celui d'une reine, où elle apparaît trônant en majesté avec le titre de reine des Romains. Contrairement aux sceaux d'hommes, le sien ne la présente pas à dos de cheval,. Faute d'avoir été sacrée à Westminster en 1141, elle s'en tient au titre de « dame des Anglais » (domina Anglorum) durant le reste du conflit. Certains de ses contemporains lui donnent le titre de reine, mais elle ne le fait jamais elle-même.

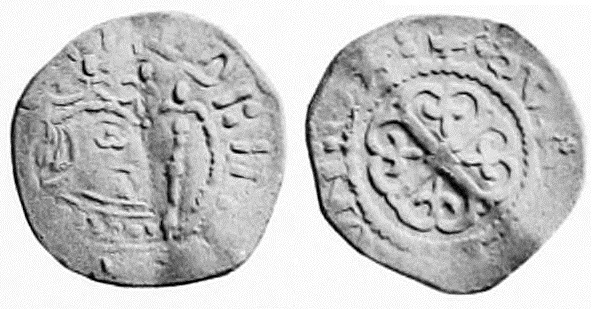
Un penny d'argent frappé à Oxford sous le règne de Mathilde.

Mathilde se présente dans la continuité du gouvernement royal centralisé et s'efforce de maintenir une cour et une chancellerie parallèles à celles d'Étienne de Blois en Angleterre. Elle tire ses revenus des domaines royaux situés dans les comtés sous son contrôle, en particulier ceux où les shérifs lui sont acquis. Elle nomme des comtes rivaux de ceux d'Étienne. En revanche, elle est incapable de maintenir un système de tribunaux royaux et ses ressources administratives sont limitées, même si certains de ses clercs finissent par devenir évêques en Normandie,. Durant son séjour en Angleterre, Mathilde fait frapper deux séries de pièces à son nom, qui sont utilisées dans l'ouest de l'Angleterre et au pays de Galles. La première série, d'abord frappée à Oxford, l'est dans un deuxième temps à Bristol, à Cardiff et à Wareham après la victoire de Lincoln. La deuxième série est frappée à Bristol et Cardiff plus tard dans les années 1140.
À partir de 1148, date de son retour final en Normandie, Mathilde cesse d'employer le titre de « dame des Anglais » pour se décrire à nouveau comme impératrice. Elle n'adopte jamais le titre de comtesse d'Anjou,. Sa maisonnée est plus réduite et fusionne souvent avec la cour d'Henri lorsque des séjours de ce dernier à Rouen. Elle continue à jouer un rôle spécial dans le gouvernement de la région d'Argentan, où elle détient des droits féodaux depuis son second mariage.

### Relations avec l'Église

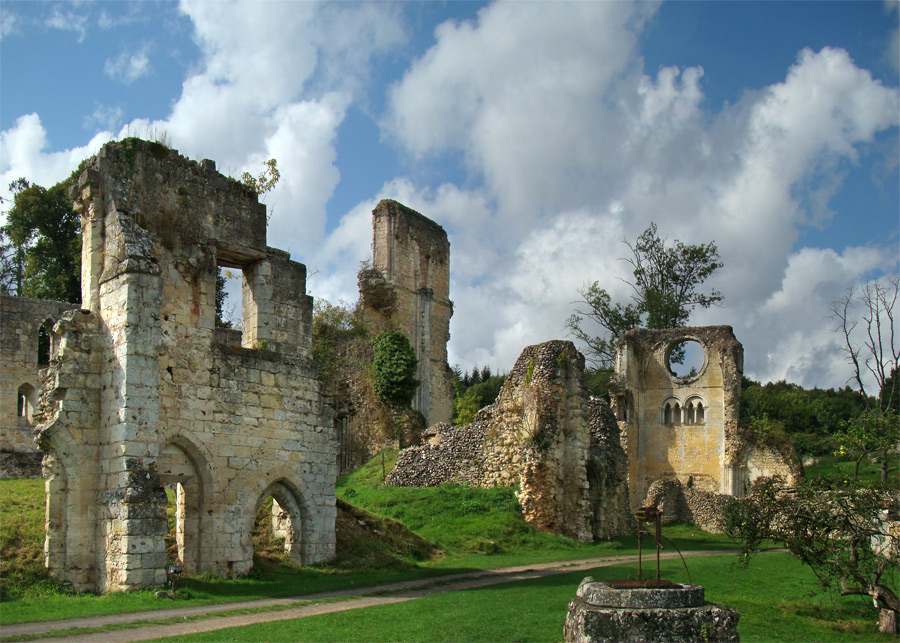
Les ruines de l'abbaye de Mortemer.

Les contemporains de Mathilde saluent son choix d'être enterrée à l'abbaye du Bec plutôt qu'à Rouen, un site plus prestigieux mais aussi plus matériel. Ils estiment donc que sa foi est grande et profonde, même s'il est impossible d'en avoir le cœur net. Elle partage une générosité considérable à l'égard de l'Église avec d'autres barons anglo-normands.
Dans sa jeunesse, l'Emperesse favorise le monastère bénédictin de Cluny, ainsi que certains ordres plus récents suivant la règle de saint Augustin, comme les victorins ou les prémontrés. C'est pour les augustins qu'elle refonde vers 1145 l'abbaye Notre-Dame du Vœu, près de Cherbourg. Par la suite, son intérêt se porte davantage sur les cisterciens, un ordre populaire en Angleterre à l'époque qui est en outre dédié à la Vierge Marie, une figure particulièrement importante pour Mathilde. Elle est proche des moines de l'abbaye de Mortemer, une fondation cistercienne de Normandie, et fait appel à eux pour peupler la nouvelle abbaye du Valasse, située non loin de là. Elle encourage les cisterciens de Mortemer à agrandir leur abbaye en fondant des hôtelleries pour accueillir des visiteurs de toutes sortes. Il est possible qu'elle ait participé au choix des peintures décorant les chapelles du monastère.

## Postérité

### Historiographie

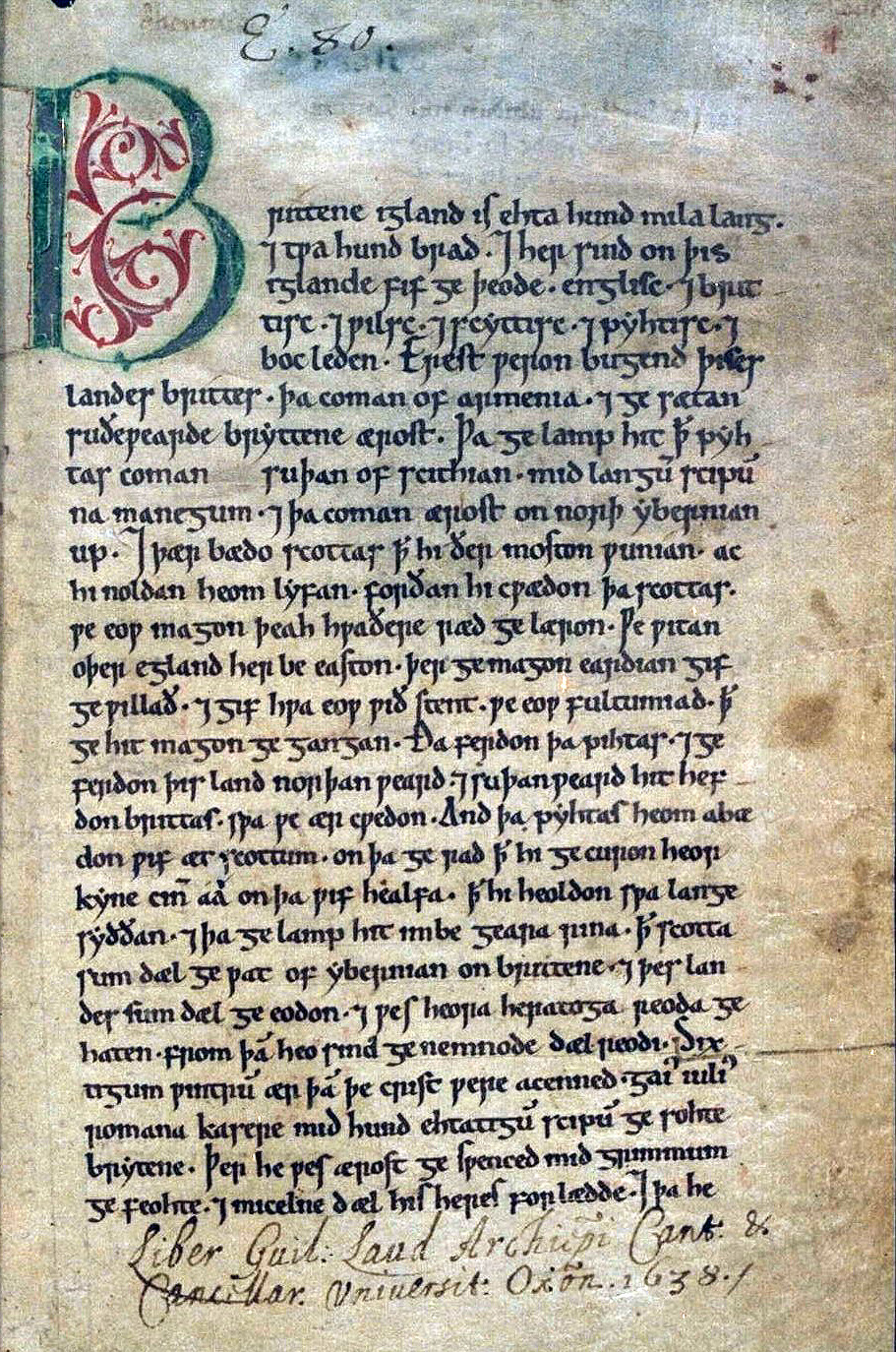
La première page de la Chronique de Peterborough, une version de la Chronique anglo-saxonne rédigée vers 1150 qui retrace le déroulement de l'Anarchie.

La vie de Mathilde est documentée par les chroniqueurs contemporains d'Angleterre, de France, d'Allemagne et d'Italie. Elle est le sujet d'une biographie, apparemment rédigée par l'évêque Arnoul de Lisieux et aujourd'hui perdue. Les sources d'époque ont des opinions variées sur l'Emperesse. En Allemagne, elle jouit d'une bonne réputation et reste dans les mémoires comme « la bonne Mathilde ». Pendant l'Anarchie, elle est jugée sévèrement par certaines sources favorables à son rival Étienne, comme les Gesta Stephani, mais sa réputation redevient positive après l'avènement de son fils Henri. Des légendes dénuées de fondement commencent à circuler dans les années qui suivent sa mort. L'une d'elles prétend que l'empereur Henri n'est pas mort, mais qu'il est devenu ermite, faisant de Mathilde une bigame. Une autre imagine une relation adultérine entre Mathilde et Étienne de Blois dont serait né Henri II.
Les historiens de la période Tudor s'intéressent de près à la succession d'Henri Ier. Aux yeux des chroniqueurs du XVIe siècle, Mathilde possédait des droits clairs sur le trône anglais et ils peinent donc à expliquer pourquoi elle a accepté que son fils devienne roi au lieu de prendre le pouvoir elle-même. Ces interrogations disparaissent au XVIIIe siècle avec des historiens comme David Hume, qui bénéficient d'une meilleure compréhension du caractère irrégulier du droit et des coutumes du XIIe siècle. Les sources d'époque concernant Mathilde (chartes, récits de fondation, lettres) commencent à être découvertes et étudiées au XIXe siècle, permettant à des chercheurs comme Kate Norgate, James Ramsay et J. Horace Round de produire de nouvelles études sur l'Emperesse et la période de l'Anarchie. Ramsay, qui s'appuie principalement sur les Gesta Stephani, se montre négatif vis-à-vis de Mathilde, tandis que Norgate adopte un ton plus neutre grâce au recours à des sources françaises. En Allemagne, l'universitaire Oskar Rössler publie en 1897 une biographie de l'Emperesse qui utilise les chartes allemandes à un degré très supérieur aux historiens anglophones.
Les historiens anglais plus récents se sont moins intéressés à l'Emperesse qu'à ses contemporains, notamment son rival Étienne de Blois. Ce désintérêt forme un contraste marqué avec les travaux des chercheurs allemands sur sa carrière d'impératrice,. Richard Onslow et Nesta Pain publient des biographies de Mathilde à destination du grand public en 1939 et 1978 respectivement, mais leurs ouvrages ne sont pas d'une exactitude irréprochable. La dernière biographie universitaire est celle de Marjorie Chibnall, parue en 1991,. Le caractère de Mathilde a fait l'objet d'interprétations variées au fil du temps, avec néanmoins un certain consensus pour la décrire comme « fière ou du moins avec une conscience aigüe du statut éminent d'une impératrice ». Comme son père et son fils, elle possède une certaine grandeur autocratique, ainsi qu'une croyance profondément ancrée en la justesse de sa cause, mais elle reste limitée par les conventions politiques du XIIe siècle. Pour certains chercheurs féministes comme Fiona Tolhurst, les historiens font preuve de biais de genre dans leur traitement du rôle et de la personnalité de Mathilde. Ce biais les inciterait à voir sous un jour négatif des traits de l'Emperesse qui ne les dérangeraient pas chez un homme de la même époque,.

### Littérature et cinéma
L'Anarchie sert de toile de fond à plusieurs œuvres de fiction historique. Mathilde, Étienne et leurs partisans apparaissent dans les romans policiers d'Ellis Peters ayant pour héros frère Cadfael, qui prennent place entre 1137 et 1145. Peters dépeint l'Emperesse comme une femme fière et hautaine, par opposition à Étienne, souverain raisonnable et tolérant,. La réputation martiale de Mathilde a peut-être contribué au choix du prénom Maud par le poète lauréat Alfred Tennyson pour son poème de guerre Maud en 1855. Dans Les Piliers de la Terre de Ken Follett, un prieur, Philippe, dédie sa vie à la construction d'une cathédrale. Philippe et ses opposants, un évêque et un comte, jouent sur l'opposition de Mathilde et d'Étienne pour obtenir des faveurs. Mathilde est décrite comme hautaine et entêtée (haughty and willful).
La guerre de succession entre Mathilde et Étienne peut être reliée à celle du livre Feu et Sang de George R.R. Martin, et de son adaptation à la télévision dans la série House of the Dragon, dans laquelle le trône de la princesse Rhaenyra est également usurpé par un rival masculin, malgré la légitimité affirmée par son père.

## Généalogie

### Ascendance
|  |                                              |  |  |  |  |  |  |  |  |  |  |  |  |  |  |  |
|  | 8. Robert Ier, duc de Normandie              |  |  |  |  |  |  |  |  |  |  |  |  |  |  |  |
|  |                                              |  |  |  |  |  |  |  |  |  |  |  |  |  |  |  |
|  |                                              |  |  |  |  |  |  |  |  |  |  |  |  |  |  |  |
|  | 4. Guillaume le Conquérant, roi d'Angleterre |  |  |  |  |  |  |  |  |  |  |  |  |  |  |  |
|  |                                              |  |  |  |  |  |  |  |  |  |  |  |  |  |  |  |
|  |                                              |  |  |  |  |  |  |  |  |  |  |  |  |  |  |  |
|  | 9. Arlette de Falaise                        |  |  |  |  |  |  |  |  |  |  |  |  |  |  |  |
|  |                                              |  |  |  |  |  |  |  |  |  |  |  |  |  |  |  |
|  |                                              |  |  |  |  |  |  |  |  |  |  |  |  |  |  |  |
|  | 2. Henri Ier, roi d'Angleterre               |  |  |  |  |  |  |  |  |  |  |  |  |  |  |  |
|  |                                              |  |  |  |  |  |  |  |  |  |  |  |  |  |  |  |
|  |                                              |  |  |  |  |  |  |  |  |  |  |  |  |  |  |  |
|  | 10. Baudouin V, comte de Flandre             |  |  |  |  |  |  |  |  |  |  |  |  |  |  |  |
|  |                                              |  |  |  |  |  |  |  |  |  |  |  |  |  |  |  |
|  |                                              |  |  |  |  |  |  |  |  |  |  |  |  |  |  |  |
|  | 5. Mathilde de Flandre                       |  |  |  |  |  |  |  |  |  |  |  |  |  |  |  |
|  |                                              |  |  |  |  |  |  |  |  |  |  |  |  |  |  |  |
|  |                                              |  |  |  |  |  |  |  |  |  |  |  |  |  |  |  |
|  | 11. Adèle de France                          |  |  |  |  |  |  |  |  |  |  |  |  |  |  |  |
|  |                                              |  |  |  |  |  |  |  |  |  |  |  |  |  |  |  |
|  |                                              |  |  |  |  |  |  |  |  |  |  |  |  |  |  |  |
|  | 1. Mathilde l'Emperesse                      |  |  |  |  |  |  |  |  |  |  |  |  |  |  |  |
|  |                                              |  |  |  |  |  |  |  |  |  |  |  |  |  |  |  |
|  |                                              |  |  |  |  |  |  |  |  |  |  |  |  |  |  |  |
|  | 12. Duncan Ier, roi d'Écosse                 |  |  |  |  |  |  |  |  |  |  |  |  |  |  |  |
|  |                                              |  |  |  |  |  |  |  |  |  |  |  |  |  |  |  |
|  |                                              |  |  |  |  |  |  |  |  |  |  |  |  |  |  |  |
|  | 6. Malcolm III, roi d'Écosse                 |  |  |  |  |  |  |  |  |  |  |  |  |  |  |  |
|  |                                              |  |  |  |  |  |  |  |  |  |  |  |  |  |  |  |
|  |                                              |  |  |  |  |  |  |  |  |  |  |  |  |  |  |  |
|  | 13. Suthen                                   |  |  |  |  |  |  |  |  |  |  |  |  |  |  |  |
|  |                                              |  |  |  |  |  |  |  |  |  |  |  |  |  |  |  |
|  |                                              |  |  |  |  |  |  |  |  |  |  |  |  |  |  |  |
|  | 3. Mathilde d'Écosse                         |  |  |  |  |  |  |  |  |  |  |  |  |  |  |  |
|  |                                              |  |  |  |  |  |  |  |  |  |  |  |  |  |  |  |
|  |                                              |  |  |  |  |  |  |  |  |  |  |  |  |  |  |  |
|  | 14. Édouard l'Exilé                          |  |  |  |  |  |  |  |  |  |  |  |  |  |  |  |
|  |                                              |  |  |  |  |  |  |  |  |  |  |  |  |  |  |  |
|  |                                              |  |  |  |  |  |  |  |  |  |  |  |  |  |  |  |
|  | 7. Marguerite de Wessex                      |  |  |  |  |  |  |  |  |  |  |  |  |  |  |  |
|  |                                              |  |  |  |  |  |  |  |  |  |  |  |  |  |  |  |
|  |                                              |  |  |  |  |  |  |  |  |  |  |  |  |  |  |  |
|  | 15. Agathe                                   |  |  |  |  |  |  |  |  |  |  |  |  |  |  |  |
|  |                                              |  |  |  |  |  |  |  |  |  |  |  |  |  |  |  |
|  |                                              |  |  |  |  |  |  |  |  |  |  |  |  |  |  |  |

### Mariages et descendance
Mathilde épouse en premières noces le roi des Romains Henri V (1086-1125) le 6 ou le 7 janvier 1114 à Worms. Ils n'ont pas d'enfants.
Veuve en 1125, Mathilde épouse en deuxièmes noces Geoffroy Plantagenêt (1113-1151), fils aîné du comte d'Anjou et du Maine Foulques V, le 17 juin 1128 au Mans. Ils ont trois fils :
- Henri II (5 mars 1133 – 6 juillet 1189), comte d'Anjou, du Maine et de Nantes, duc de Normandie et d'Aquitaine, roi d'Angleterre ;
- Geoffroy VI (1er juin 1134 – 27 juillet 1158), comte d'Anjou, du Maine et de Nantes ;
- Guillaume FitzEmperesse (22 juillet 1136 – 30 janvier 1164), vicomte de Dieppe.